# 圣若热-杜帕特罗西纽
圣若热-杜帕特罗西纽是巴西巴拉那州的一个市镇。总面积404.689平方公里，总人口6134人，人口密度15.2人/平方公里。